# Yves Ternon
Yves Ternon (* 12. Februar 1932 in Saint-Mandé) ist ein französischer Geschichtswissenschaftler. Er studierte Geschichte an der Pariser Sorbonne und habilitierte an der Universität Montpellier.
Yves Ternon war 40 Jahre Chirurg in Paris und widmete sich parallel dazu den Forschungen über die Verbrechen gegen die Menschlichkeit, vor allem über den Holocaust, den Völkermord an den Armeniern und den Völkermord in Ruanda, über die er Bücher schrieb. Ternon widmet sich auch Fragen des Negationismus, vor allem der Leugnung des Völkermords an den Armeniern durch die Türkei.

## Schriften (Auswahl)
NS-Medizin und Holocaust
- mit Socrate Helman: Histoire de la médecine SS. Casterman, Paris 1969.
- mit Socrate Helman: Le massacre des aliénés. Casterman 1971.
- mit Socrate Helman: Les médecins allemands et le national-socialisme. Casterman 1973.

Völkermord an den Armeniern
- Mardin 1915. Anatomie pathologique d’une destruction. Librairie orientaliste Paul Geuthner, 2007, ISBN 978-2-7053-3777-3.
- Les Arméniens, histoire d’un génocide. Seuil, Paris, 1977 und 1996, ISBN 2-02-004612-1. 
  - deutsche Übersetzung: Tabu Armenien. Geschichte eines Völkermordes. Ullstein, Frankfurt/M. 1981, ISBN 3-550-07928-1.
- mit Gérard Chaliand: 1915, le génocide des Arméniens. Complexe, Brüssel 2006 (überarbeitete und erweiterte 5. Ausgabe).
- La Cause arménienne. Seuil, Paris 1983.
- Du négationnisme. Mémoire et tabou. Desclée de Brouwer, Paris 1999.
- Enquête sur la négation d’un génocide. Parenthèses, 1989, ISBN 978-2-86364-052-4 (www.imprescriptible.fr online).
- Éclats de Voix. Recueils de textes 1974–2005. éditions du félin (Poche), 2006.

Osmanisches Reich allgemein
- L’Empire ottoman. Le déclin, la chute, l’effacement. Éditions du Félin et éditions Michel de Maule, Paris 2002, ISBN 2-86645-425-1.

Völkermorde allgemein
- Guerres et génocides au XXe. Odile Jacob, Paris 2007.
- L’innocence des victimes. Regard sur les génocides du XXe siècle. éditions Desclée de Brouwer, 2001.
- Raspoutine, une tragédie russe. Brüssel, éditions Complexe, 1991, 315 S. ISBN 2-87027-391-6.
  - Raspoutine, une tragédie russe. Brüssel, André Versaille éditeur, 2011, ISBN 978-2-87495-137-4.
- L’État criminel. Les génocides au XXe. Seuil, Paris 1995.
- 1917–1921, Makhno. Complexe, collection histoire, Brüssel 1987.

Autobiografie
- 7, rue de Chelles – Pour ce que nous avons tous été enfants... éditions du félin, Paris 2009, 192 S. ISBN 978-2-86645-687-0.[2]